# Nadine Wallnerová
Nadine Wallnerová (* 15. května 1989 Bludenz) je rakouská lyžařka, která závodí za klub Ski-Club Arlberg. Je nejmladší držitelkou titulu mistryně světa ze závodu Freeride World Tour.

## Životopis
Narodila se v Bludenzu. Její otec pracoval jako horský průvodce a tak se k lyžování se dostala již v dětství. Po tréninkové nehodě v roce 2004, jí lékaři odstranili slezinu a tak musela svou kariéru v 16 letech přerušit. Stala se lyžařskou instruktorkou a průvodkyní, jako její otec. Na závody se znovu dostala až v roce 2011, tentokrát začala závodit ve freeridu. V roce 2013 vyhrála závod Freeride World Tour a stala se nejmladší držitelkou tohoto titulu. V dubnu 2014 si na Aljašce zlomila levou holenní a lýtkovou kost a musela vynechat další freeride sezónu.

## Kariéra
Mezi její největší úspěchy patří první místo v závodě Swatch Freeride World Tour Fieberbrunn Pillerseetal v roce 2013, první místo v závodě X Over Ride Kitzsteinhorn v roce 2012 a první místo v závodě Nendaz Freeride v roce 2012. Dále druhé místo v závodě Swatch Freeride World Tour Fieberbrunn Kitzbüheler Alpen v roce 2016.